# Alessandro Cesarini, seniore
Pour les articles homonymes, voir Cesarini.
Alessandro Cesarini, seniore  (né à Rome, alors capitale des États pontificaux, et mort le 12 février 1542 dans la même ville) est un cardinal italien du XVIe siècle.  
Il est un arrière-petit-neveu du cardinal Giuliano Cesarini, seniore (1426), le neveu du cardinal Giuliano Cesarini, iuniore (1493) et l'arrière-grand-oncle du cardinal  Alessandro Cesarini, iuniore (1627).

## Biographie
Alessandro Cesarini est un grand ami de la famille des Médicis et surtout du cardinal Giovanni de' Medici, le futur pape Léon X. Il a un fils naturel, Ascanio Cesarini, qui est évêque d'Oppido en 1538-1542. Il est protonotaire apostolique.
Il est créé cardinal par le pape Léon X lors du consistoire du 1er juillet 1517. Le cardinal Cesarini est administrateur apostolique des diocèses de Gerace et Oppido, de Pampelune, d'Otranto, d'Alessano, de Catanzaro et de Cuenca. Pendant le sac de Rome de 1527, il est un des cardinaux pris en otage. Cesarini est notamment légat apostolique auprès de François Ier de  France, pour négocier une paix avec l'empereur. Il protège les Lettres et les Arts.
Le cardinal Cesarini participe au conclave de 1521-1522, lors duquel Adrien VI est élu pape, et à ceux de 1523 (élection de Clément VIII) et de 1534 (élection de Paul III).